# Skoop
Skoop was een tweemaandelijks Nederlands filmtijdschrift, uitgebracht van februari 1963 tot 1993.

## Samengaan met Kritisch Filmforum
Ondanks ingrijpende meningsverschillen - zoals beschreven in het voorwoord van het eerste gezamenlijke nummer - ging de redactie in het najaar van 1969 samen met het christelijke filmtijdschrift Kritisch Filmforum. Beide bladen waren verliesgevend, waardoor een fusie als de beste optie werd gezien. Men bracht het tijdschrift onder bij de (hervormde) uitgeverij Boekencentrum. Medewerking aan de fusie leverde onder andere Jan Hes, directeur van het Nederlands Filminstituut. De ondertitel werd "Kritisch Filmforum".

## Redactieleden
- Eerste jaargang (1963, 4 nummers): Nikolai van der Heyde, Gied Jaspars, Pim de la Parra Jr. en Wim Verstappen. Omslag: Ad van der Ven, vier gestencilde uitgaven, 1 gulden per los nummer.
- Tweede jaargang (jan-dec 1964, 6 nummers): Nikolai van der Heyde, Gied Jaspars, Pim de la Parra Jr., Wim Verstappen, Rein Bloem en Rob du Mée. Omslag: Ad van der Ven, uitgever: Polak en Van Gennep, 2 gulden per los nummer.
- Derde jaargang (mei 1965 - jul 1966, 8 nummers): Rein Bloem, Nikolai van der Heyde, Ab van Ieperen, Rob du Mée, Pim de la Parra. Typografie: Ernie Damen, Peter Renard, uitgever: De Bezige Bij / Meulenhof, ƒ2,50 per los nummer.
- Vierde jaargang (okt 1966 - aug 1967, 8 nummers): Rob du Mée (hoofdredakteur), Ab van Ieperen (redaktiesecretaris), 16 leden redaktieraad. Typografie: Peter Renard en Ernie Damen, uitgever: De Bezige Bij / Meulenhof, ƒ2,50 per los nummer.
- Vijfde jaargang (nov 1967 - mei 1969, 10 nummers): Rob du Mée (hoofdredakteur), Frank Zaagsma (assistent), 11 leden redaktieraad. Typografie: Ernie Damen, uitgever: De Bezige Bij / Meulenhof, ƒ2,95 per los nummer.
- Zesde jaargang (1969 - 1970, 10 nummers): Charles Boost en Rob du Mée (redaktie), Ab van Ieperen (assistent) Grafische verzorging: Ernie Damen, uitgever: Boekencentrum N.V. Den Haag, ƒ2,50 per los nummer.